# Pistolet Star 30M
Star 30M – pistolet samopowtarzalny produkowany przez hiszpańską firmę Star Bonifacio Echeverria SA. Pistolet pojawił się w roku 1990 i został przyjęty, jako pistolet służbowy, przez hiszpańską armię i policję.

## Konstrukcja
Pistolet działa na zasadzie krótkiego odrzutu lufy. Mechanizm uderzeniowy typu kurkowego (Double Action) z kurkiem zewnętrznym. Bezpiecznik zamontowany jest w tylnej części pokrywy zamka, po obu stronach pistoletu. Pistolet wykonany jest ze stali, natomiast wersja opatrzona mianem Star 30PK wykonana jest z aluminium. Pistolet posiada nastawną szczerbinkę. Pistolet używany jest również przez policję peruwiańską.